# Matheus Cunha
Matheus Santos Carneiro da Cunha (født 27. maj 1999) er en brasiliansk professionel fodboldspiller, som spiller som angriber for Premier League-klubben Manchester United og Brasiliens landshold.

## Klubkarriere

### Sion
Cunha kom igennem ungdomsakademiet hos Coritiba, før han som 18-årig i juli 2017 skiftede til schweiziske FC Sion. Han imponerede i sin ene sæson i Schweiz, da han scorede 10 ligamål, herunder et hattrick i en kamp imod FC Thun.

### RB Leipzig
Cunha skiftede i juni 2018 til RB Leipzig. Han scorede i april 2019 et mål imod Bayer Leverkusen, som senere blev nomineret til Puskás-prisen.

### Hertha BSC
Cunha skiftede i januar 2019 til Hertha BSC. Han imponerede i sin halvanden sæson med klubben.

### Atlético Madrid
Cunha skiftede i august 2021 til Atlético Madrid i en aftale som gjorde ham til Herthas dyreste salg nogensinde.

### Wolverhampton Wanderers
Cunha skiftede i januar 2023 til Wolverhampton Wanderers på en lejeaftale som inkluderede en købsobligation. Han scorede den 4. februar 2024 et hattrick i en kamp imod Chelsea, og blev hermed kun den anden Wolves spiller til at score et hattrick i Premier League nogensinde.

### Manchester United
Cunha skiftede i juni 2025 til Manchester United efter klubben betalte hans frikøbsklausul.

## Landsholdskarriere

### Olympiske landshold
Cunha var del af Brasiliens trup som vandt guld ved sommer-OL 2020.

### Seniorlandshold
Cunha debuterede for Brasiliens landshold den 3. september 2021.